# Bézenac
Bézenac est une ancienne commune française située dans le département de la Dordogne, en région Nouvelle-Aquitaine.
Au 1er janvier 2017, elle fusionne avec Castels pour former la commune nouvelle de Castels et Bézenac.

## Géographie

### Généralités
La commune déléguée de Bézenac fait partie de la commune nouvelle de Castels et Bézenac. Elle est implantée dans le Périgord noir.

### Communes limitrophes

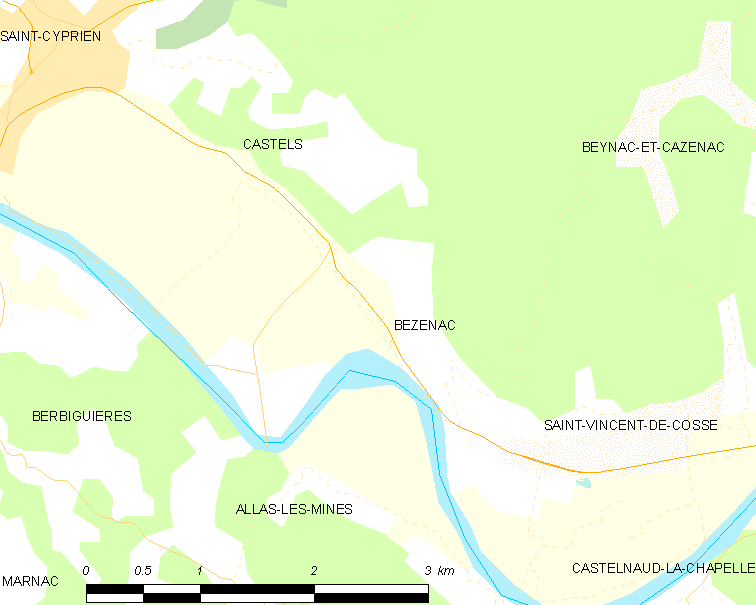
Carte de Bézenac et des communes avoisinantes en 2016.

En 2016, année précédant la création de la commune nouvelle de Castels et Bézenac, Bézenac était limitrophe de cinq autres communes. Au sud-ouest, Berbiguières n'est limitrophe que sur environ 150 mètres.
| Castels      |                 | Beynac-et-Cazenac      |
|              | Bézenac         | Saint-Vincent-de-Cosse |
| Berbiguières | Allas-les-Mines |                        |

## Urbanisme

### Prévention des risques
À l'intérieur du département de la Dordogne, un plan de prévention du risque inondation (PPRI) a été approuvé en 2011 pour la Dordogne amont et ses rives, qui concerne donc les zones basses du territoire de Bézenac,.

### Villages, hameaux et lieux-dits
Outre le bourg de Bézenac proprement dit, le territoire se compose d'autres villages ou hameaux, ainsi que de lieux-dits :
- le Bout
- le Bout de la Garenne
- le Clos-Nègre
- les Combes
- la Couture
- la Croix
- le Flageolet
- Lauboil
- Martel
- Panassou
- Pinel
- Quatre
- la Redonde
- le Rouge
- le Thon.

## Toponymie
En occitan, la commune porte le nom de Besenac.

## Histoire

### Préhistoire
Abri du Flageolet, Gravettien moyen (vers −26 000 BP),.

### XXIesiècle
Au 1er janvier 2017, Bézenac fusionne avec Castels pour former la commune nouvelle de Castels et Bézenac dont la création a été entérinée par l'arrêté du 29 juin 2016, entraînant la transformation des deux anciennes communes en « communes déléguées »,.
En date du 1er janvier 2020, les deux communes déléguées de Bézenac et de Castels sont supprimées.

## Politique et administration

### Administration municipale
La population de la commune étant comprise entre 100 et 499 habitants au recensement de 2011, onze conseillers municipaux ont été élus en 2014,. Ceux-ci sont membres d'office du  conseil municipal de la commune nouvelle de Castels et Bézenac, jusqu'au renouvellement des conseils municipaux français de 2020.

### Liste des maires
| Période                                  | Période       | Identité             | Étiquette | Qualité              |
| ---------------------------------------- | ------------- | -------------------- | --------- | -------------------- |
| mars 2001                                | mars 2008     | Émile Claude Daudrix |           |                      |
| mars 2008                                | avril 2014    | Jean-Claude Marty    | SE        | Instituteur retraité |
| avril 2014                               | décembre 2016 | Hervé Carves         |           |                      |
| Les données manquantes sont à compléter. |               |                      |           |                      |

## Démographie
Les habitants de Bézenac se nomment les Bézenacois.
En 2016, dernière année en tant que commune indépendante, Bézenac comptait 155 habitants. À partir du XXIe siècle, les recensements des communes de moins de 10 000 habitants ont lieu tous les cinq ans (2004, 2009, 2014 pour Bézenac). Depuis 2006, les autres dates correspondent à des estimations légales.
Pour l'ultime recensement validé par l'Insee au 1er janvier 2017, la commune déléguée de Bézenac comptait 156 habitants.
| 1793 | 1800 | 1806 | 1821 | 1831 | 1836 | 1841 | 1846 | 1851 |
| ---- | ---- | ---- | ---- | ---- | ---- | ---- | ---- | ---- |
| 380  | 357  | 377  | 326  | 352  | 371  | 400  | 411  | 387  |

| 1856 | 1861 | 1866 | 1872 | 1876 | 1881 | 1886 | 1891 | 1896 |
| ---- | ---- | ---- | ---- | ---- | ---- | ---- | ---- | ---- |
| 370  | 388  | 375  | 351  | 380  | 407  | 353  | 303  | 277  |

| 1901 | 1906 | 1911 | 1921 | 1926 | 1931 | 1936 | 1946 | 1954 |
| ---- | ---- | ---- | ---- | ---- | ---- | ---- | ---- | ---- |
| 233  | 253  | 255  | 233  | 222  | 204  | 200  | 194  | 165  |

| 1962 | 1968 | 1975 | 1982 | 1990 | 1999 | 2004 | 2009 | 2014 |
| ---- | ---- | ---- | ---- | ---- | ---- | ---- | ---- | ---- |
| 168  | 167  | 137  | 169  | 117  | 129  | 126  | 131  | 152  |

| 2016 | - | - | - | - | - | - | - | - |
| ---- | - | - | - | - | - | - | - | - |
| 155  | - | - | - | - | - | - | - | - |

## Économie
Les données économiques de Bézenac sont incluses dans celles de la commune nouvelle de Castels et Bézenac.

## Culture locale et patrimoine

### Lieux et monuments
- L'église Saint-Pierre-ès-Liens, avec clocher-mur et plafond peint au XIXe siècle, est implantée à flanc de coteau au-dessus de la vallée de la Dordogne[19],[20].
- Le château du Thon, du XVIIe siècle, est inscrit depuis 1981 au titre des monuments historiques pour son pigeonnier carré[21].
- Principalement accessible depuis le bourg de Bézenac, le château de Panassou se situe néanmoins sur la commune de Saint-Vincent-de-Cosse.

### Personnalités liées à la commune
- Jean-Pierre Bouchard, psychologue, criminologue et acteur. A fait sa scolarité primaire à l’école élémentaire de Bézenac.